# Thống kê đủ
Trong thống kê học, một thống kê đủ (sufficient statistic) là một thống kê có tính chất đủ theo mô hình thống kê và tham số chưa biết của nó, có nghĩa "không cần các thống kê khác được tính từ cùng mẫu để cung cấp thêm bất kỳ thông tin nào khác về giá trị của tham số". Nói cách khác, một thống kê đủ chứa lượng thông tin về tham số giống như thông tin có trong mẫu. Do đó thống kê đủ cung cấp một cách rút gọn dữ liệu mà không làm mất lượng thông tin về tham số.

## Định nghĩa toán học
Một thống kê T(X) là đủ cho tham số θ nếu phân bố xác suất có điều kiện của dữ liệu X với điều kiện cho trước T(X),không phụ thuộc vào tham số θ,tức là:
{\displaystyle \Pr(X=x|T(X)=t,\theta )=\Pr(X=x|T(X)=t),\,}
hay viết ngắn gọn hơn
{\displaystyle \Pr(x|t,\theta )=\Pr(x|t).\,}

### Ví dụ
Trong trường hợp phân phối chuẩn, trung bình mẫu là thống kê đủ cho tham số trung bình (μ) khi variance đã biết. Một khi trung bình mẫu đã biết, không còn thông tin nào có thể thu được thêm từ mẫu.

## Định lý tách Fisher–Neyman
Định lý tách (factorization theorem) Fisher cung cấp một tiêu chuẩn thuận tiện và dễ dàng để tính thống kê đủ. Nếu hàm mật độ xác suất đồng thời là ƒθ(x), thì T là đủ cho θ nếu và chỉ nếu hàm f có thể viết dưới dạng
{\displaystyle f_{\theta }(x)=h(x)\,g_{\theta }(T(x)),\,\!}
tức hàm mật độ f có thể phân tích thành tích của một hàm h không phụ thuộc vào θ và một hàm g phụ thuộc vào θ, nhưng chỉ phụ thuộc vào x qua T(x).